# Visnums-Kils distrikt
Visnums-Kils distrikt är ett distrikt i Kristinehamns kommun och Värmlands län. Distriktet ligger i den södra delen av kommunen, vid Sveriges största sjö Vänern och utgörs huvudsakligen av en halvö.

## Tidigare administrativ tillhörighet
Distriktet inrättades 2016 och utgörs av Visnums-Kils socken i Kristinehamns kommun.
Området motsvarar den omfattning Visnums-Kils församling hade vid årsskiftet 1999/2000. 

## Tätorter och småorter
I Visnums-Kils distrikt finns inga tätorter eller småorter.